# Holmstaskolan
Holmstaskolan är en före detta skola i Klingsberg i Norrköping. 
Skolan invigdes 1869 och vid sekelskiftet var Moa Martinson elev där. Skolan kallas i dag Lilla Holmstad till skillnad mot den Stora Holmstad, som byggdes bredvid den gamla skolan 1901 och revs 1994. Lilla Holmstad blev lärarbostad, men återinvigdes 1977 efter en genomgripande renovering och har sedan dess bland annat varit skoldaghem.
Skolan gav 1931 namn åt Holmstagatan som den ligger vid.